# Meteorus obscurus
Meteorus obscurus är en stekelart som beskrevs av Trevor Huddleston 1983. Meteorus obscurus ingår i släktet Meteorus och familjen bracksteklar. Inga underarter finns listade i Catalogue of Life.